# IC 119
IC 119 ist eine Balken-Spiralgalaxie vom Hubble-Typ SABc im Sternbild Walfisch südlich des Himmelsäquators. Sie ist rund 272 Millionen Lichtjahre von der Milchstraße entfernt und hat einen Durchmesser von etwa 100.000 Lichtjahren.
Im selben Himmelsareal befinden sich u. a. die Galaxien NGC 558, NGC 560, NGC 564, IC 120, IC 126.
Das Objekt wurde am 6. November 1891 vom französischen Astronomen Stéphane Javelle entdeckt.